# Sublegatus
Sublegatus es un género de aves paseriformes perteneciente a la familia Tyrannidae que agrupa a especies nativas de la América tropical (Neotrópico), cuyas áreas de distribución se encuentran desde Costa Rica a través de América Central, del Sur y Antillas Menores hasta el centro de Argentina. A sus miembros se les conoce por el nombre popular de mosqueros matorraleros.

## Etimología
El nombre genérico masculino «Sublegatus» es una combinación de la palabra del latín «sub» que significa ‘cercano’, y del género «Legatus»; significando «que se parece a un Legatus».

## Características
Las aves de este género miden alrededor de 14 cm de longitud, son tiránidos parecidos a los del género Elaenia,  pero con pico más corto y todo negro (más corto en S. modestus). Son encontrados en áreas semiabiertas, donde son notablemente quietos y discretos, lo que es bastante diferente de las muy parecidas elaenias.

## Lista de especies
De acuerdo a las clasificaciones del Congreso Ornitológico Internacional (IOC) y Clements Checklist/eBird el género agrupa a las siguientes especies, con el respectivo nombre popular de acuerdo con la Sociedad Española de Ornitología (SEO),
| Imagen | Nombre científico    | Autor                | Nombre común                   | Estado de conservación | Distribución |
| ------ | -------------------- | -------------------- | ------------------------------ | ---------------------- | ------------ |
|        | Sublegatus obscurior | Todd,1920            | mosquero matorralero amazónico | LC                     |              |
|        | Sublegatus arenarum  | (Salvin, 1863)       | mosquero matorralero norteño   | LC                     |              |
|        | Sublegatus modestus  | (Wied-Neuwied, 1831) | mosquero matorralero sureño    | LC                     |              |

## Taxonomía
Todos los miembros del género eran anteriormente tratados como conespecíficos, pero la existencia de diferencias vocales y de plumaje soporta la separación en tres especies, posiblemente más. La población de hábitos residentes de S. modestus que habita en zonas de altura en Bolivia, la cual posee alas más largas, podría representar una especie críptica, aún no descrita.
Los amplios estudios genético-moleculares realizados por Tello et al. (2009) descubrieron una cantidad de relaciones novedosas dentro de la familia Tyrannidae que todavía no están reflejadas en la mayoría de las clasificaciones. Siguiendo estos estudios, Ohlson et al. (2013) propusieron dividir Tyrannidae en cinco familias. Según el ordenamiento propuesto, Sublegatus permanece en Tyrannidae, en una subfamilia Fluvicolinae Swainson, 1832-33, en una tribu Fluvicolini Swainson, 1832-33 , junto a parte de Myiophobus, Colorhamphus, Ochthoeca, Silvicultrix, Pyrocephalus, Fluvicola, Arundinicola, Gubernetes, Alectrurus y provisoriamente, Muscipipra.